# The Frisky Mrs. Johnson
The Frisky Mrs. Johnson é um filme de comédia mudo produzido nos Estados Unidos e lançado em 1920. É considerado um filme perdido.